# گاستون گیران
گاستون گیران (فرانسوی: Gaston Giran‎؛ زادهٔ ۱۲ فوریه ۱۸۹۲ - درگذشت نامشخص) قایقران روئینگ اهل فرانسه بود.
وی در مسابقات کشوری و بین‌المللی در مجموع برندهٔ ۱ مدال طلا، ۱ مدال برنز شده‌است.